# Congregação para a Educação Católica
Congregação para a Educação Católica (para os Seminários e Institutos de Estudos) (Congregatio Institutione Catholica (de Seminariis atque Studiorum Institutis)) foi um organismo da Cúria Romana.
Com a Constituição Apostólica Immensa de 1588, o Papa Sisto V criou a Congregatio pro universitate studii romani para supervisar os estudos na Universidade de Roma e em outras importantes universidades da época, incluídas as de Bolonha, Paris e Salamanca.
Leão XII criou em 1824 a Congregatio studiorum para as escolas do Estado Pontifício, que desde 1870 iniciaram a exercer autoridade sobre as Universidades Católicas. 
A reforma de São Pio X, em 1908 confirmou esta responsabilidade. Sete anos mais tarde, o Papa Bento XV erigiu na congregação a seção para os seminários, que existia dentro da extinta Congregação do Consistório, unindo a Congregatio studiorum, com a denominação de Congregatio de seminariis et studiorum universitatibus.
Em 1967, o Papa Paulo VI denominou-a de Sacra Congregatio pro institutione catholica. O nome atual (Congregação para a Educação Católica para os seminários e institutos de estudos), data de 1988 com a constituição apostólica Pastor Bonus do Papa João Paulo II. 
Em 19 de março de 2022, o Papa Francisco publica a constituição apostólica Praedicate Evangelium pela qual a Congregação se torna um dicastério e é unificada com o Pontifício Conselho para a Cultura.
Está sediada no Palazzo delle Congregazioni, na Piazza Pio XII, em Roma.

## Prefeitos
|           | Nome                           | Período   | Notas            |
| Prefeitos | Prefeitos                      | Prefeitos | Prefeitos        |
| --------- | ------------------------------ | --------- | ---------------- |
| 7º        | Giuseppe Cardeal Versaldi      | 2015-2022 | Prefeito emérito |
| 6º        | Zenon Cardeal Grocholewski     | 1999-2015 | Prefeito emérito |
| 5º        | Pio Cardeal Laghi              | 1990-1999 |                  |
| 4º        | William Wakefield Cardeal Baum | 1980-1990 |                  |
| 3º        | Gabriel-Marie Cardeal Garrone  | 1966-1980 |                  |
| 2º        | Giuseppe Cardeal Pizzardo      | 1939-1968 |                  |
| 1º        | Gaetano Cardeal Bisleti        | 1915-1932 |                  |